# Hélène Sparrow
Hélène Sparrow-Germa (Bohuslav, 5 giugno 1891 – Pietranera, 13 novembre 1970) è stata una medica e microbiologa polacca naturalizzata francese, pioniera della sanità pubblica mondiale.
È nota per il suo lavoro sul controllo del tifo in Polonia dopo la prima guerra mondiale e quindi alla guida di programmi nazionali di vaccinazione contro la difterite, la scarlattina, la febbre maculata e la febbre ricorrente in Polonia e Tunisia negli anni '60. 

## Biografia
Sparrow nacque da genitori polacchi il 5 giugno 1891 a Bohuslav, nel Governatorato di Kiev . I suoi genitori si sposarono nel 1890. Sua madre era X. Stefanska (nata nel 1870) e suo padre, Leopold Sparrow (nato nel 1860 circa), era un magistrato. Studiò alla Facoltà di Medicina di Kiev, ottenendo un diploma medico (cum laude) nel 1915. Conseguì una seconda laurea in medicina presso l'Università di Poznan nel 1923 e conseguì il dottorato nel 1928 presso l'Università di Varsavia. 

### Vita privata
Sposò il barone Robert von Kuegelgen nel 1917, un chirurgo dell'esercito russo, con il quale ebbe una figlia, Marie Bogna Seiler von Kugelgen e del quale in seguito si separò. Dopo il suo trasferimento a Tunisi, divenne cittadina francese, nel 1933. Nell'ottobre del 1933 sposò Phillippe Germa, un agricoltore. 
Durante la seconda guerra mondiale, ospitò a Tunisi, alcuni rifugiati francesi (tra cui André Gide) e disertori polacchi. Gide arrivò nel dicembre 1942 mentre il territorio era occupato dalle truppe tedesche e italiane, rimanendo fino al maggio 1943, quando le forze francesi, britanniche e americane ripresero la città e fu in grado di viaggiare ad Algeri. Durante questo periodo esso registrò nel suo diario che Sparrow era presente o che aveva organizzato diversi pranzi per amici comuni all'interno della comunità francese; Gide raccontò anche come Sparrow fosse sfuggita alla morte durante i bombardamenti. Il 1 gennaio 1943, mentre era nell'edificio, una bomba cadde nell'appartamento al piano terra dove Sparrow alloggiava con la famiglia Boutelleau, ma non esplose. Cinque giorni dopo, il 6 gennaio, le bombe distruttssero due case adiacenti.
Durante l'ultimo ritiro francese da Tunisi, la coppia lasciò la Tunisia per ritirarsi in Corsica. Morì a Pietranera in Corsica nel 1970. 

## Carriera accademica
Nel 1915 fece parte del gruppo di lavoro di controllo delle malattie epidemiche all'interno dell'esercito russo durante la prima guerra mondiale. Terminati i combattimenti, iniziò a lavorare nelle cliniche di Dorpat (ora Tartu, Estonia), sotto la supervisione della professoressa Bylina, trasferendosi presto all'Istituto di batteriologia di Kiev come assistente di Wolodymyr Lindeman. Qui iniziò i suoi studi sul tifo epidemico con Oleksii Krontovski e L. Polev. Nel 1920 si trasferì a Varsavia per lavorare con Ludwik Rajchman, il direttore dell'Istituto statale di igiene. Nel 1922 fu nominata capo del servizio e poi nel 1928 divenne capo del servizio di vaccinazioni preventive, che permise l'organizzazione di campagne di vaccinazione e indagini su focolai di colera. Conseguì una seconda laurea in medicina presso l'Università di Poznan nel 1923. Tra il 1921 e il 1933 lavorò anche con Rudolf Weigl all'Università di Leopoli sul tifo epidemico. Durante questo periodo partecipò alla nascita di quattro laboratori di sanità pubblica nella Polonia orientale a beneficio delle persone ricollocate a seguito di cambiamenti ai confini nazionali, nonché nella supervisione di programmi su vasta scala di vaccinazione contro la difterite e la scarlattina nella regione di Varsavia, sostenuta da Robert Debré. 
Nel 1923, una sovvenzione della Società delle Nazioni la portò in Francia dove iniziò la sua collaborazione permanente con l'Istituto Pasteur. Studiò la tubercolosi con Albert Calmette e Camille Guérin a Lille, poi lavorò con Jules Bordet a Bruxelles e anche con Amédée Borrel presso l'Istituto di Salute di Strasburgo. Nel 1924 fu di nuovo inviata in Francia per l'addestramento in microbiologia presso l'Istituto Pasteur e nel laboratorio di Alexandre Besredka. Lì,  durante la sua conferenza annuale sul tifo, incontrò Charles Nicolle, evento che cambiò il corso della sua vita. Nel 1925, l'Istituto Pasteur finanziò le sue ricerche con Charles Nicolle sul tifo epidemico in Tunisia. Hélène trascorse del tempo, tra il 1927 e 1928, presso l'Istituto Pasteur di Tunisi e continuò i suoi test di vaccinazione contro il tifo usando iniezioni ripetute di piccole dosi di un ceppo attenuato. 
Ottenne il suo primo incarico accademico nel 1928 come professore associato presso la Facoltà di Medicina dell'Università di Varsavia, presentando la sua tesi di dottorato su Problèmes de la vaccination contre le typhus exanthématique (I problemi delle vaccinazioni contro il tifo exanthematic) e divenne successivamente docente di batteriologia. Contribuì alla formazione in microbiologia degli studenti e partecipò attivamente alle società mediche in Polonia e alla filiale di Varsavia della Société de biologie francese negli anni '30. Nel 1931, fu inviata dal governo, insieme a Charles Nicolle, per studiare il tifo epidemico in Messico e Guatemala. Nel 1933 andò con Nicolle a unirsi all'Istituto Pasteur di Tunisi come capo laboratorio e introdusse l'approccio Weigl per la produzione di vaccini. Le sue competenze nella cultura di laboratorio dei pidocchi fu essenziale per i progressi contro il tifo presso l'Istituto Pasteur, quelli fatti a Tunisi da sola e con altri. Ciò includeva lo sviluppo di un vaccino, prove di insetticidi e isolamento di batteri che erano gli agenti causali del tifo e delle febbri simili al tifo. Dal 1935 lavorò su un virus murino come potenziale base del vaccino anti-tifo e nel 1940 lei e Paul Durand svilupparono il vaccino anti-tifo Durand-Sparrow. Lavorò anche alla coltivazione dell'agente della febbre maculata come preludio a un vaccino contro la febbre maculosa di Rocky Mountain. 
Le fu permesso di continuare a lavorare oltre l'età pensionabile obbligatoria presso l'Istituto Pasteur fino al 1961 come "Chef de Service", e dal 1949 fu il capo del servizio di vaccinazione contro la tubercolosi. Dal 1955 venne incaricata di lavorare sulla febbre ricorrente in Etiopia per l'Organizzazione mondiale della sanità.
È stata autrice o coautrice di almeno 103 pubblicazioni scientifiche.

## Premi e riconoscimenti
- Premio, Accademia medica di Cracovia, 1922[2]
- Capo del laboratorio, Institute of State Health, Varsavia 1922
- Capo del servizio di vaccinazione preventiva, Institute of State Health, Varsavia 1928
- Capo del laboratorio, Istituto Pasteur, Tunisi 1933
- Capo del servizio di vaccinazione, Istituto Pasteur, Tunisi 1945-1961
- Componente della Société de Pathologie Exotique (Società francese di patologia esotica) 1945

## Pubblicazioni (selezione)
- Sparrow H. Sur une souche of Rickettsia quintana isolee in Tunisie, Pathologia et Microbiologia, Vol. 24 (1961)
- Heisch RB., Sparrow H., Harvey AE. Il comportamento di "Spirochaeta recurrentis" Lebert nei pidocchi., Bollettino della Società di patologia exotique et de ses filiales, Vol 53 (1960)
- Sparrow, H. Etude du foyer ethiopien de fievre recurrente (Studio della fonte etiopica della febbre ricorrente), Bollettino dell'Organizzazione mondiale della sanità vol. 19, n. 2 (1958)
- Sparrow H. Impieghi di raton noveaunes per entrien de "Borrelia recurrentis" (Uso di ratti neonati per il mantenimento di "Borrelia recurrentis"), Bollettino della Società di patologia exotique et de ses filiales, Vol. 49 n. 4 (1956)
- Durand P., Sparrow H., Inoculazione polmonare nei virus typhic e spotty, Comptes Rendus Hebdomadaires des Seances de L'Acadamie des Sciences, Vol. 210 (1940)
- Nicolle C., Sparrow H., Esperimenti sul virus fluviale del Giappone (Tsutsugamushi)., Comptes Rendus Hebdomadaires des Seances de L'Acadamie des Sciences, Vol. 199
- Nicolle C., Sparrow H., Conseil E. Vaccinazione preventiva dell'uomo contro il tifo esantematico mediante l'uso di piccole dosi virulente ripetute (il cervello della cavia)., Comptes Rendus Hebdomadaires des Seances de L'Acadamie des Sciences, Vol. 184 (1927)
- Sparrow H. Immunizzazione contro la scarlattina con l'aiuto del tossoide scarlattina, Comps Rendus des Seances de la Societe de Biologie et de ses filiales, Vol. 97 (1927)